# SUBARU Wonderful Journey 〜土曜日のエウレカ〜
『SUBARU Wonderful Journey 〜土曜日のエウレカ〜』（スバル・ワンダフルジャーニー どようびのエウレカ）は、2020年10月3日から2023年9月30日までTOKYO FMの制作によりJFN系列38局フルネットで放送されていたラジオ番組である。

## 概要
TOKYO FM・JFN系列（一部の局を除く）の土曜17時枠は、2020年4月から同年9月まで『Monthly Artist File-THE VOICE-』が放送されてきたが、同年10月の改編で当該番組を日曜13時台に移動し、新たにSUBARUの提供で、同社の一社提供番組として開始された。本番組の開始で『ピートのふしぎなガレージ』終了以来、半年ぶりに自動車会社系一社提供番組の復活となった。
SUBARU一社提供のTOKYO FM・JFN系列番組は、2000年1月1日から2008年6月28日まで放送されていた『SUBARU OFFTIME CRUISE』以来、12年3カ月ぶりだった。
この本番組では、土曜の17時から1時間だけ営業する架空の旅行会社『エウレカドライブコーポレーション（EDC）』に訪れるゲストが思い入れを持っている場所を、運転手の川島とSUBARU車（車種は週ごとに変わる）に乗って共に巡る設定で、そのエピソードと音楽で綴るラジオ番組だった。
2023年9月23日の放送回で番組終了が発表され、翌週30日の放送をもって終了し、3年の歴史に幕を下ろした。SUBARUは本番組終了とともにスポンサーを降板したが、同年10月7日からはメインパーソナリティの川島が続投し、ゲストとのトークを主軸にした番組構成もそのままに『川島明 そもそもの話』が放送開始した。『そもそもの話』は開始時点でノンスポンサーの状態で放送されており、CMはAライン番組などの番宣が流れる程度にとどまっている。
なお、前番組まで当該時間帯の番組は非ネットでローカル編成を行っていた、エフエム群馬も本番組に限っては同時ネットで放送していたが、次番組はネットせずローカル編成へ戻り、JFNC制作のBライン番組をネットする形となった。

## 放送時間
- 毎週土曜 17:00 - 17:55
  - エフエム愛媛は同日18:00 - 18:55[注 5]、エフエム青森は同19:00 - 19:55[注 6]に遅れネットで放送。

## 出演者・登場人物
川島明（麒麟）
EDCのメインドライバー。
MAIA（マイア）- 声：荒川美穂・日髙のり子
ナビゲーター。EDC社用車に設定された女性AI。
中島一郎 - 声：福井俊太郎（GAG）
EDCの専属エンジニア。EDC社用車の整備を担当。2022年3月現在53歳。
DJ小黒茂 - 声：玉川太福
川島が車内で聴くラジオ番組のDJ。
白沢翼 - 声：不明
2020年に入社してきたばかりの若手エンジニア。車に詳しくなく空気が読めないが、彼のマイペースのおかげで仕事が進むことも多い。
学生時代、演劇部（サークル）にいたことから芝居が掛った会話をする。
蒼井光（あおい ひかる） - 声：不明
2021年1月入社。PRディレクター。海外の有名企業を渡り歩いてきた敏腕（英語交じりの日本語で話してしまう）。
七星（ななせ） - 声：不明
SNSマネージャー。

## 放送リスト
| 2020年 | 2020年 | 2020年                          | 2020年 |
| 放送日 | 放送日 | ゲスト                          | 行き先 |
| ------ | ------ | ------------------------------- | --- |
| 10月   | 03日   | 丸山桂里奈                      | フィラデルフィア（2010年） 福島（2005年）                                                                   |
| 10月   | 10日   | さかなクン                      | 千葉県南房総市（1983年） 岩手県久慈市（2013年） 神奈川県鎌倉市大船（1999年）                                |
| 10月   | 17日   | 上村愛子                        | カナダ・ウィスラー（1994年） 新潟県・苗場スキー場（2010年） 長野県・白馬八方池（2020年）                    |
| 10月   | 24日   | 小堺一機                        | 浅草（1964年） 銀座（1977年） ニューヨーク（1986年）                                                        |
| 10月   | 31日   | 斎藤司 （トレンディエンジェル） | 大森海岸（2001年） 渋谷（2014年） 長野県・石坂森林探険村（2020年）                                          |
| 11月   | 07日   | 武井壮                          | 葛飾区・修徳高等学校（1989年） グランド・キャニオン（1998年） レインボーブリッジ周辺（2020年）              |
| 11月   | 14日   | MAKIDAI                         | 川崎市・宮崎第四公園（1989年） ニューヨーク・セントラル・パーク（1997年） 中目黒（1994年）                  |
| 11月   | 21日   | 西村瑞樹 （バイきんぐ）         | WEST VILLEGE（2020年）                                                                                      |
| 11月   | 28日   | 坂本冬美                        | 洗足池公園（1986年） グランド・キャニオン（2002年） 熊野古道（1979年）                                      |
| 12月   | 05日   | 小西真奈美                      | 銀座・セゾン劇場（1998年） ニューヨーク（2002年） 東京芸術劇場（2016年）                                    |
| 12月   | 12日   | 山崎静代 （南海キャンディーズ） | 石神井公園（2007年） スパリゾートハワイアンズ（2005年） 中国・ 秦皇島オリンピックスポーツセンター（2012年） |
| 12月   | 19日   | LiSA                            | 岐阜県 ライブハウスBRAVO（2004年） ナゴヤドーム（20XX年）                                                   |
| 12月   | 26日   | 篠原ともえ                      | 東京都・青ヶ島（1986年） 栃木県・戦場ヶ原（2020年）                                                         |

| 2021年 | 2021年 | 2021年                              | 2021年           |
| 放送日 | 放送日 | ゲスト                              | 備考             |
| ------ | ------ | ----------------------------------- | ---------------- |
| 1月    | 02日   | SUBARU STARS （清水綾・羽田ちなみ） | [ 注 8 ] [ 18 ]  |
| 1月    | 09日   | 安東弘樹                            | [ 19 ]           |
| 1月    | 16日   | 川上洋平（[Alexandros]）            | [ 20 ]           |
| 1月    | 23日   | 吉村崇（平成ノブシコブシ）          | [ 21 ]           |
| 1月    | 30日   | 山田五郎                            | [ 22 ]           |
| 2月    | 06日   | 照英                                | [ 23 ]           |
| 2月    | 13日   | 清野とおる                          | [ 24 ]           |
| 2月    | 20日   | 那須川天心                          | [ 25 ]           |
| 2月    | 27日   | 山本彩                              | [ 26 ]           |
| 3月    | 06日   | 丸山ゴンザレス                      | [ 27 ]           |
| 3月    | 13日   | 林原めぐみ                          | [ 28 ]           |
| 3月    | 20日   | 中村憲剛                            | [ 29 ]           |
| 3月    | 27日   | 宇垣美里                            | [ 30 ]           |
| 4月    | 03日   | 森田まさのり                        | [ 31 ]           |
| 4月    | 10日   | 佐久間宣行                          | [ 32 ]           |
| 4月    | 17日   | 高橋名人                            | [ 33 ]           |
| 4月    | 24日   | 近藤春菜（ハリセンボン）            | [ 34 ]           |
| 5月    | 01日   | 藤井隆                              | [ 35 ]           |
| 5月    | 08日   | ふかわりょう                        | [ 36 ]           |
| 5月    | 15日   | 松任谷正隆                          | [ 37 ]           |
| 5月    | 22日   | 本仮屋ユイカ                        | [ 38 ]           |
| 5月    | 29日   | 中田花奈                            | [ 39 ]           |
| 6月    | 05日   | パンク町田                          | [ 40 ]           |
| 6月    | 12日   | ゆりやんレトリィバァ                | [ 41 ]           |
| 6月    | 19日   | 尾野真千子                          | [ 42 ]           |
| 6月    | 26日   | 井森美幸                            | [ 43 ]           |
| 7月    | 03日   | 梶裕貴                              | [ 44 ]           |
| 7月    | 10日   | 松木安太郎                          | [ 45 ]           |
| 7月    | 17日   | 今井美樹                            | [ 46 ]           |
| 7月    | 24日   | いしわたり淳治                      | [ 47 ]           |
| 7月    | 31日   | くっきー!（野性爆弾）               | [ 48 ]           |
| 8月    | 07日   | 青木源太                            | [ 注 9 ] [ 49 ]  |
| 8月    | 14日   | Bose（スチャダラパー）              | [ 50 ]           |
| 8月    | 21日   | 飯沼誠司                            | [ 51 ]           |
| 8月    | 28日   | 八乙女光・薮宏太（Hey!Say!JUMP）    | [ 52 ]           |
| 9月    | 04日   | もう中学生                          | [ 53 ]           |
| 9月    | 11日   | コロッケ                            | [ 54 ]           |
| 9月    | 18日   | 小松亮太                            | [ 55 ]           |
| 9月    | 25日   | 堂島孝平                            | [ 56 ]           |
| 10月   | 02日   | 宮崎美子                            | [ 57 ]           |
| 10月   | 09日   | 岩井勇気（ハライチ）                | [ 58 ]           |
| 10月   | 16日   | 足立梨花                            | [ 注 9 ] [ 59 ]  |
| 10月   | 23日   | 糸井重里                            | [ 60 ]           |
| 10月   | 31日   | 坂本美雨                            | [ 注 10 ] [ 61 ] |
| 11月   | 06日   | 岩尾望（フットボールアワー）        | [ 62 ]           |
| 11月   | 11日   | サンプラザ中野くん                  | [ 63 ]           |
| 11月   | 20日   | 安田章大（関ジャニ∞）               | [ 64 ]           |
| 11月   | 27日   | 上地等（BEGIN）                     | [ 65 ]           |
| 12月   | 04日   | 平野レミ                            | [ 66 ]           |
| 12月   | 11日   | ウルフ・アロン                      | [ 67 ]           |
| 12月   | 18日   | 秋山竜次（ロバート）                | [ 68 ]           |
| 12月   | 25日   | 蝶野正洋                            | [ 69 ]           |

| 2022年 | 2022年 | 2022年                             | 2022年            |
| 放送日 | 放送日 | ゲスト                             | 備考              |
| ------ | ------ | ---------------------------------- | ----------------- |
| 1月    | 01日   | ハリウッドザコシショウ             | [ 71 ]            |
| 1月    | 08日   | 蒼井翔太                           | [ 72 ]            |
| 1月    | 15日   | 髙橋ひかる                         | [ 73 ]            |
| 1月    | 22日   | 重岡大毅（ジャニーズWEST）         | [ 74 ]            |
| 1月    | 29日   | 河合郁人（A.B.C-Z）                | [ 75 ]            |
| 2月    | 05日   | 錦鯉                               | [ 注 11 ] [ 76 ]  |
| 2月    | 12日   | マハラージャン                     | [ 77 ]            |
| 2月    | 19日   | なかやまきんに君                   | [ 78 ]            |
| 2月    | 26日   | JP                                 | [ 79 ]            |
| 3月    | 05日   | 徳井健太（平成ノブシコブシ）       | [ 80 ]            |
| 3月    | 12日   | 大久保嘉人                         | [ 81 ]            |
| 3月    | 19日   | 黒沢かずこ（森三中）               | [ 82 ]            |
| 3月    | 26日   | マンボウやしろ                     | [ 注 12 ] [ 83 ]  |
| 4月    | 02日   | 澤部渡（スカート）                 | [ 84 ]            |
| 4月    | 09日   | 土井善晴                           | [ 85 ]            |
| 4月    | 16日   | 日髙のり子                         | [ 86 ]            |
| 4月    | 23日   | 田村保乃（櫻坂46）                 | [ 87 ]            |
| 4月    | 30日   | カジヒデキ                         | [ 88 ]            |
| 5月    | 07日   | 貫地谷しほり                       | [ 89 ]            |
| 5月    | 14日   | 尾崎世界観（クリープハイプ）       | [ 90 ]            |
| 5月    | 21日   | 岡崎体育                           | [ 91 ]            |
| 5月    | 28日   | 三宅裕司                           | [ 92 ]            |
| 6月    | 04日   | 峯岸みなみ                         | [ 93 ]            |
| 6月    | 11日   | 藤井フミヤ                         | [ 94 ]            |
| 6月    | 18日   | 陣内智則                           | [ 95 ]            |
| 6月    | 25日   | 小野大輔                           | [ 96 ]            |
| 7月    | 02日   | 小泉今日子                         | [ 97 ]            |
| 7月    | 09日   | 宮館涼太（Snow Man）               | [ 98 ]            |
| 7月    | 16日   | 藤本敏史（FUJIWARA）               | [ 99 ]            |
| 7月    | 23日   | 花澤香菜                           | [ 100 ]           |
| 7月    | 30日   | 北斗晶                             | [ 101 ]           |
| 8月    | 06日   | 谷中敦                             | [ 102 ]           |
| 8月    | 13日   | 伊集院光                           | [ 103 ]           |
| 8月    | 20日   | 野宮真貴                           | [ 104 ]           |
| 8月    | 27日   | 野田クリスタル（マヂカルラブリー） | [ 105 ]           |
| 9月    | 03日   | 清宮レイ（乃木坂46）               | [ 106 ]           |
| 9月    | 10日   | 石井竜也                           | [ 107 ]           |
| 9月    | 17日   | 弘中綾香（テレビ朝日アナウンサー） | [ 108 ]           |
| 9月    | 24日   | ハマ・オカモト（OKAMOTO'S）        | [ 注 13 ] [ 109 ] |
| 10月   | 01日   | 秋元康                             | [ 注 14 ] [ 110 ] |
| 10月   | 08日   | ファーストサマーウイカ             | [ 111 ]           |
| 10月   | 15日   | 山崎怜奈                           | [ 注 15 ] [ 112 ] |
| 10月   | 22日   | 関根勤                             | [ 113 ]           |
| 10月   | 29日   | 松尾諭                             | [ 114 ]           |
| 11月   | 05日   | 酒井一圭（純烈）                   | [ 115 ]           |
| 11月   | 12日   | ビビる大木                         | [ 116 ]           |
| 11月   | 19日   | 鬼龍院翔                           | [ 117 ]           |
| 11月   | 26日   | 堀込高樹                           | [ 118 ]           |
| 12月   | 03日   | 吉田明世                           | [ 注 16 ] [ 119 ] |
| 12月   | 10日   | 武藤敬司                           | [ 120 ]           |
| 12月   | 17日   | 尾崎匠海・西洸人（INI）            | [ 121 ]           |
| 12月   | 24日   | 菅井友香（櫻坂46）                 | [ 122 ]           |
| 12月   | 31日   | 佐藤栞里                           | [ 123 ]           |

| 2023年 | 2023年 | 2023年                         | 2023年            |
| 放送日 | 放送日 | ゲスト                         | 備考              |
| ------ | ------ | ------------------------------ | ----------------- |
| 1月    | 07日   | 小宮山雄飛（ホフディラン）     | [ 125 ]           |
| 1月    | 14日   | 岩崎う大（かもめんたる）       | [ 126 ]           |
| 1月    | 21日   | 松村邦洋                       | [ 127 ]           |
| 1月    | 28日   | 森泉                           | [ 128 ]           |
| 2月    | 04日   | 本並健治                       | [ 129 ]           |
| 2月    | 11日   | 石塚真一                       | [ 130 ]           |
| 2月    | 18日   | 守屋麗奈（櫻坂46）             | [ 131 ]           |
| 2月    | 25日   | ダチョウ倶楽部                 | [ 132 ]           |
| 3月    | 04日   | 住吉美紀                       | [ 注 17 ] [ 133 ] |
| 3月    | 11日   | 狩野英孝                       | [ 134 ]           |
| 3月    | 18日   | 松田ゆう姫                     | [ 135 ]           |
| 3月    | 25日   | 友近                           | [ 136 ]           |
| 4月    | 01日   | 太田光代                       | [ 137 ]           |
| 4月    | 08日   | 春風亭一之輔                   | [ 138 ]           |
| 4月    | 15日   | 矢田亜希子                     | [ 139 ]           |
| 4月    | 22日   | 松本梨香                       | [ 140 ]           |
| 4月    | 29日   | 横澤夏子                       | [ 141 ]           |
| 5月    | 06日   | ゲストなし（総集編スペシャル） | [ 142 ]           |
| 5月    | 13日   | 加地倫三                       | [ 143 ]           |
| 5月    | 20日   | 村田秀亮（とろサーモン）       | [ 144 ]           |
| 5月    | 27日   | 土屋アンナ                     | [ 145 ]           |
| 6月    | 03日   | 板尾創路                       | [ 146 ]           |
| 6月    | 10日   | 渡辺正行                       | [ 147 ]           |
| 6月    | 17日   | とにかく明るい安村             | [ 148 ]           |
| 6月    | 24日   | 安部勇磨（never young beach）  | [ 149 ]           |
| 7月    | 01日   | アイクぬわら                   | [ 150 ]           |
| 7月    | 08日   | 山田ルイ53世（髭男爵）         | [ 151 ]           |
| 7月    | 15日   | 大林素子                       | [ 152 ]           |
| 7月    | 22日   | レイザーラモンRG               | [ 153 ]           |
| 7月    | 29日   | 速水もこみち                   | [ 154 ]           |
| 8月    | 05日   | ZAZY                           | [ 155 ]           |
| 8月    | 12日   | 宮藤官九郎                     | [ 156 ]           |
| 8月    | 19日   | 堀込泰行                       | [ 157 ]           |
| 8月    | 26日   | 遠山大輔（グランジ）           | [ 注 18 ] [ 158 ] |
| 9月    | 02日   | 藤井健太郎                     | [ 159 ]           |
| 9月    | 09日   | 神谷明                         | [ 160 ]           |
| 9月    | 16日   | 中川剛（中川家）               | [ 161 ]           |
| 9月    | 23日   | 田中卓志（アンガールズ）       | [ 162 ]           |
| 9月    | 30日   | 小沢健二                       | 最終回            |

## EDC RADIO
EDCの社員たちが活躍するポッドキャスト番組。番組放送終了後にApple Podcasts、Spotify、Audeeにて配信される。

## スタッフ
- 構成/脚本：沢木祐介、オグロテツロウ、谷口マサヒト
- 演出： 原田昴、佐々木竣平
- プロデューサー：大橋竜太（TOKYO FM）
- WEB：宮崎莞爾（TOKYO FM）、星靖一